# 拉斯拉哈斯縣
拉斯拉哈斯縣（西班牙語：Cantón Las Lajas），是厄瓜多爾的縣份，位於該國南部，由埃爾奧羅省負責管轄，面積297平方公里，2001年人口4,781，人口密度為每平方公里16.1人。